# Beethoven-herdenkingsmuseum
De Beethoven-herdenkingsmuseum, ook wel Beethoven Memorial Hall, Hongaars: Beethoven Emlekmuzeum, is een museum in het Slot Brunswick in Martonvásár, Hongarije. Het ligt op 32 kilometer van de hoofdstad Boedapest.
Het museum is gewijd aan Ludwig van Beethoven en toont allerlei memorabilia van de componist, waaronder een haarlok. Op de gevel hangt een sculptuur van zijn hoofd en in de tuin staan verschillende beelden van hem. Verder zijn er allerlei stukken over de familie Brunswick te zien, zoals een piano. Verder bevindt zich er een meertje met een eiland. Hierop is een podium gebouwd waar zomers geregeld concerten worden gehouden. Er staat ook een beeld van Van Beethoven van circa drie meter hoog dat op het publiek neerkijkt.
Van Beethoven was een vriend van Frans Brunswick. In het jaar 1800 was hij te gast op zijn slot. Hier is tegenwoordig de Hongaarse Academie van Wetenschappen gevestigd. Het muziek-wetenschappelijk instituut van de academie is de beheerder van het museum.

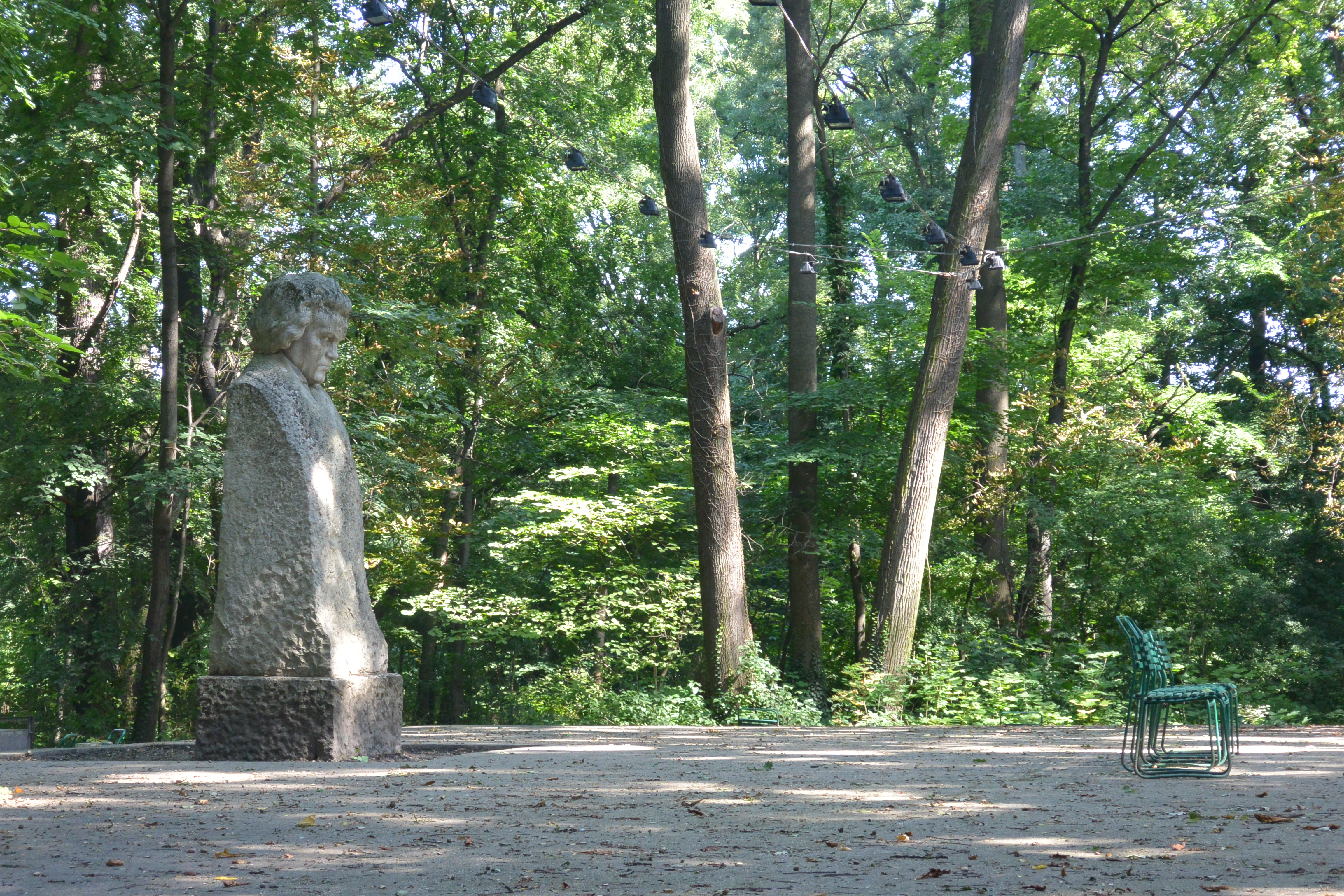
Beeld van Van Beethoven in het park bij het slot